# Ernst V. Knape
Ernst Viktor Knape, född 8 juli 1873 i Karleby, död där 23 februari 1929, var en finländsk läkare och författare. Han var far till Birgitta Knape.
Knape var son till Viktor Alfred Knape och Sofia Elisabeth Eklund. Han gifte sig först med Karin Neumann och senare med Sigrid Engström. Han blev medicine och kirurgie doktor 1902, var stadsläkare i Nykarleby 1902–1908 och därefter i Gamlakarleby. Han arbetade som assistent vid Helsingfors stads ögonsjukhus 1908–1911 och blev docent i oftalmologi vid Helsingfors universitet 1912. Från 1911 till 1919 var han verksam som ögonläkare i Gamlakarleby och från 1919 till 1929 som överläkare för skyddskårerna. Han var också stadsfullmäktige i Nykarleby och Karleby.
Knape framträdde som en av Finlands tidigaste aktivister och var medlem av Voimaförbundet samt en av huvudpersonerna i Graftonaffären. Även i finska inbördeskriget tog Knape verksam del, främst i organisationen av de österbottniska skyddskårernas sanitetsväsen.
Knape debuterade 1907 med diktsamlingen Akvareller, som följdes av flera andra. Kända är hans visor till gamla folkmelodier, till exempel visan om Ann-Mi, med vilken han gav ett gripande uttryck åt vemodet inför förgängelsens gåta. I sina noveller, bland annat i samlingen Österbottningar (1916), skildrade han skarpögt den svenskösterbottniska befolkningens förhållanden. Han publicerade även romanen Erik Falander (1925) med motiv från den finländska industrialismens frammarsch i seklets gryning.

## Verk
- Ueber die Änderungen im Rückenmark nach Resection einiger spinaler Nerven der vorderen Extremität (1901)
- Akvareller (1907)
- Kommunaldjäfvulen (1913)
- Österbottningar: Bondehistorier (1916)
- Biskop Thomas (1917)
- Ark och öden (1918)
- Vid korsvägen (1920)
- Ur östsvenskarnas liv: 1. På Vikarsvallen (1921)
- Från hav och skär (1922)
- Erik Falander (1925)
- Havet sjunger (1925)
- Ur östsvenskarnas liv: 2. Bispen (1925)
- Skymning (1926)
- Tankar i natten (1927)
- Snausskeppet ”Framtiden” och andra berättelser (1928)
- Toner från stugor och stigar (1913)[2]